# Musée de l'automobile de Blackhawk
Le musée de l'automobile de Blackhawk (Blackhawk Automotive Museum en anglais) est un musée d'environ 80 automobile de collection de prestige en parfait état de restauration, fondé en 1988 à Blackhawk près de San Francisco en Californie aux États-Unis.

## Historique

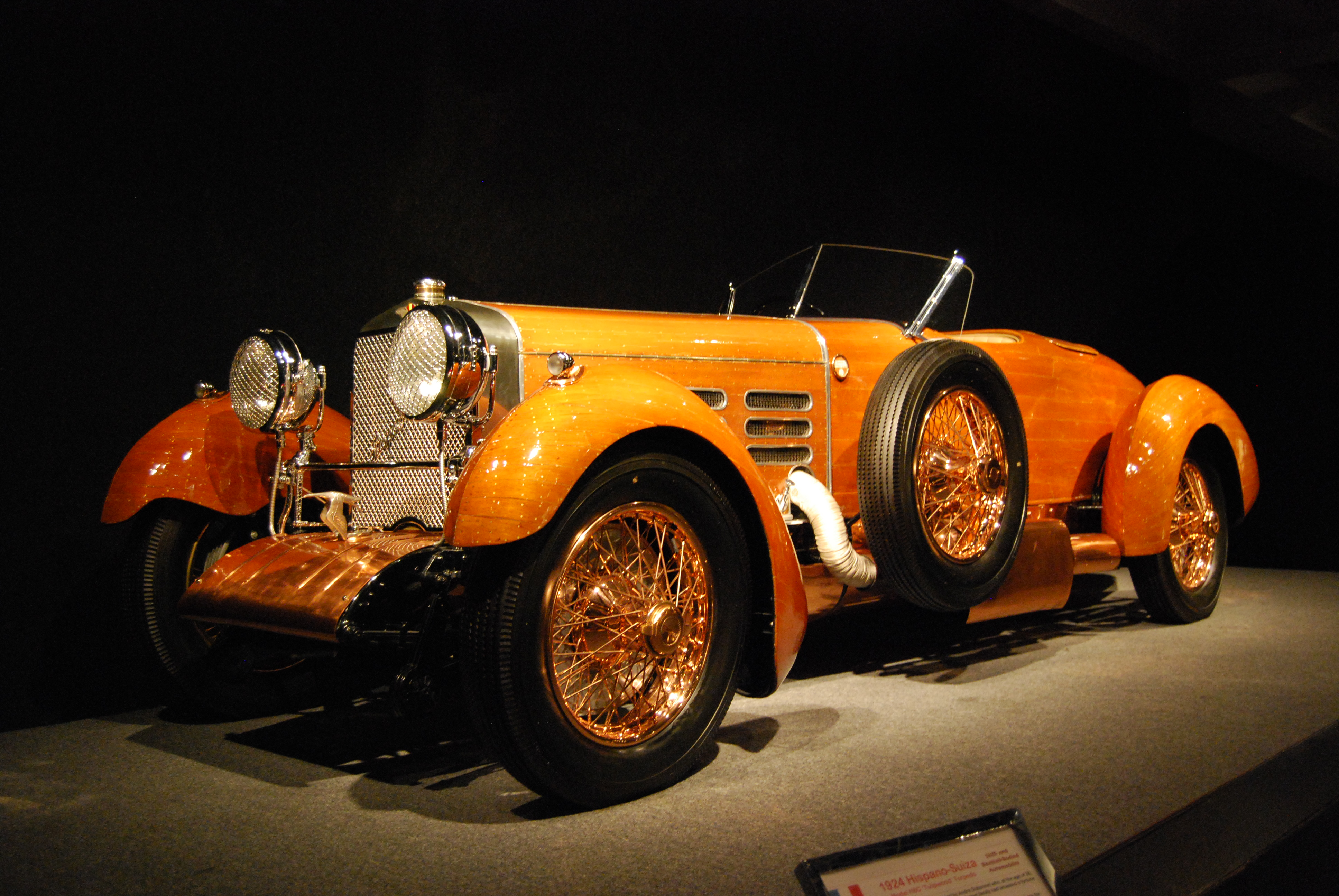
Hispano-Suiza H6 B Nieuport en bois de Tulipier de 1924.
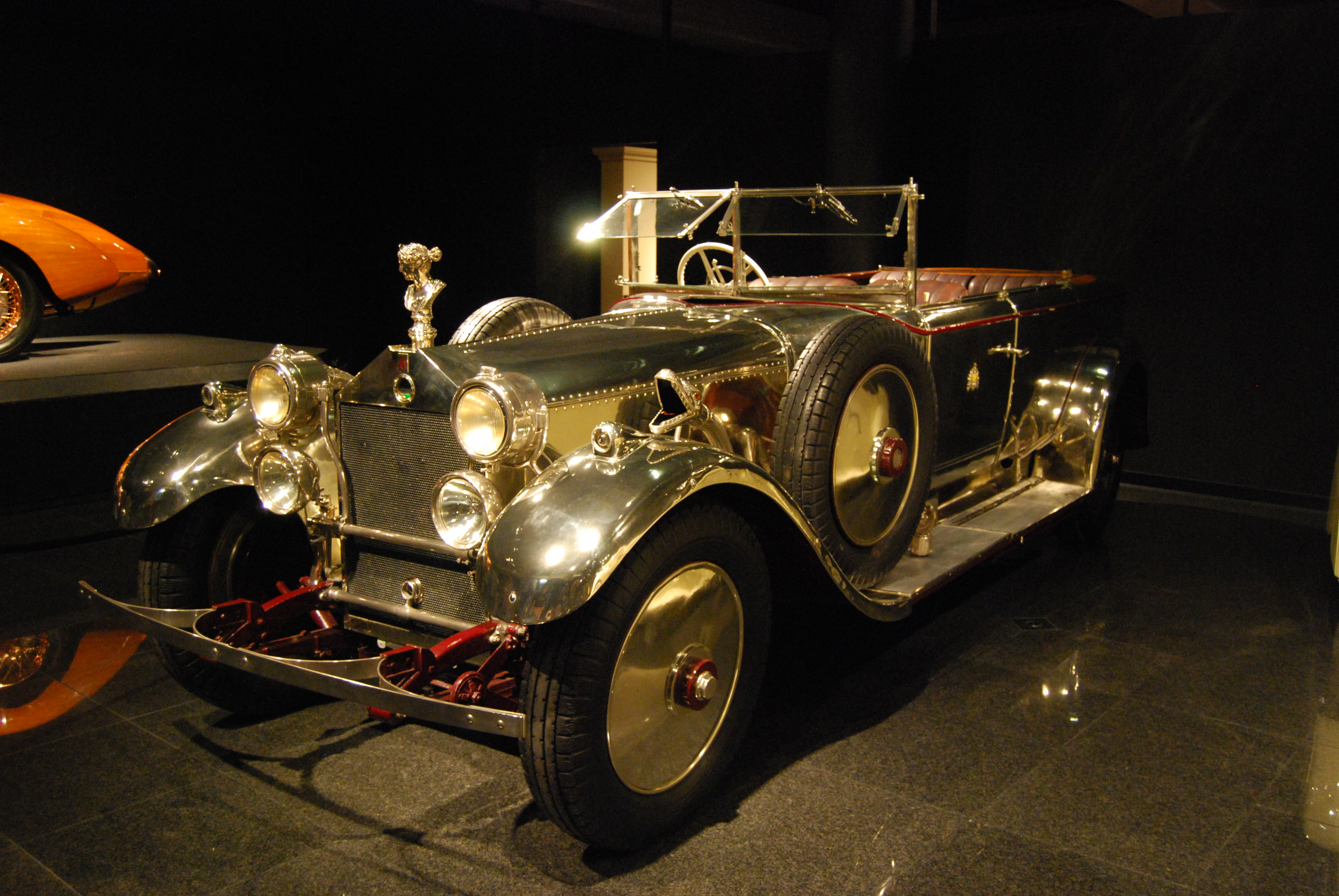
Daimler Type 45 en Argent de 1926.
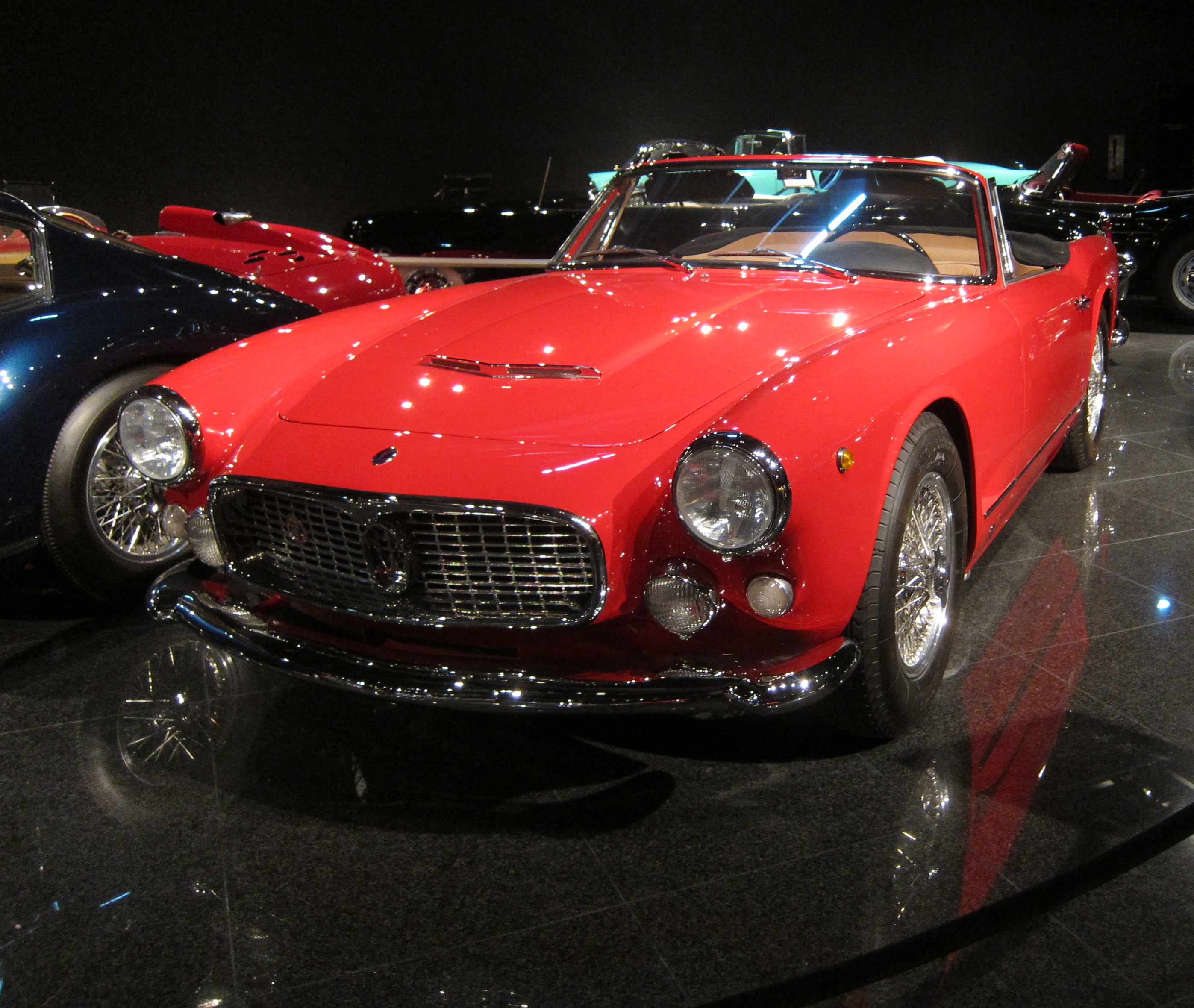
Maserati 3500 GT Vignale Spider de 1961.
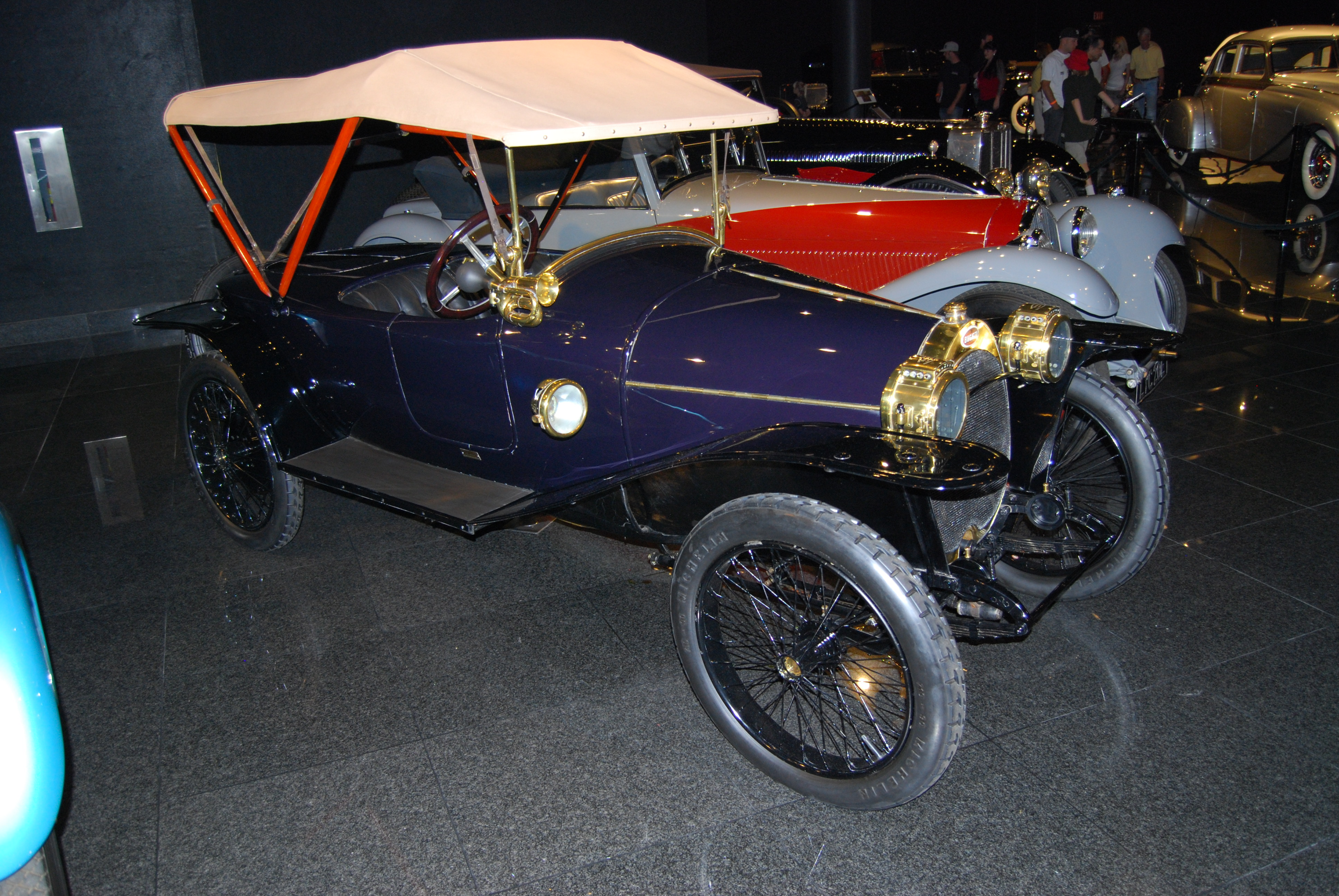
Bugatti Type 15 Torpedo de 1913.
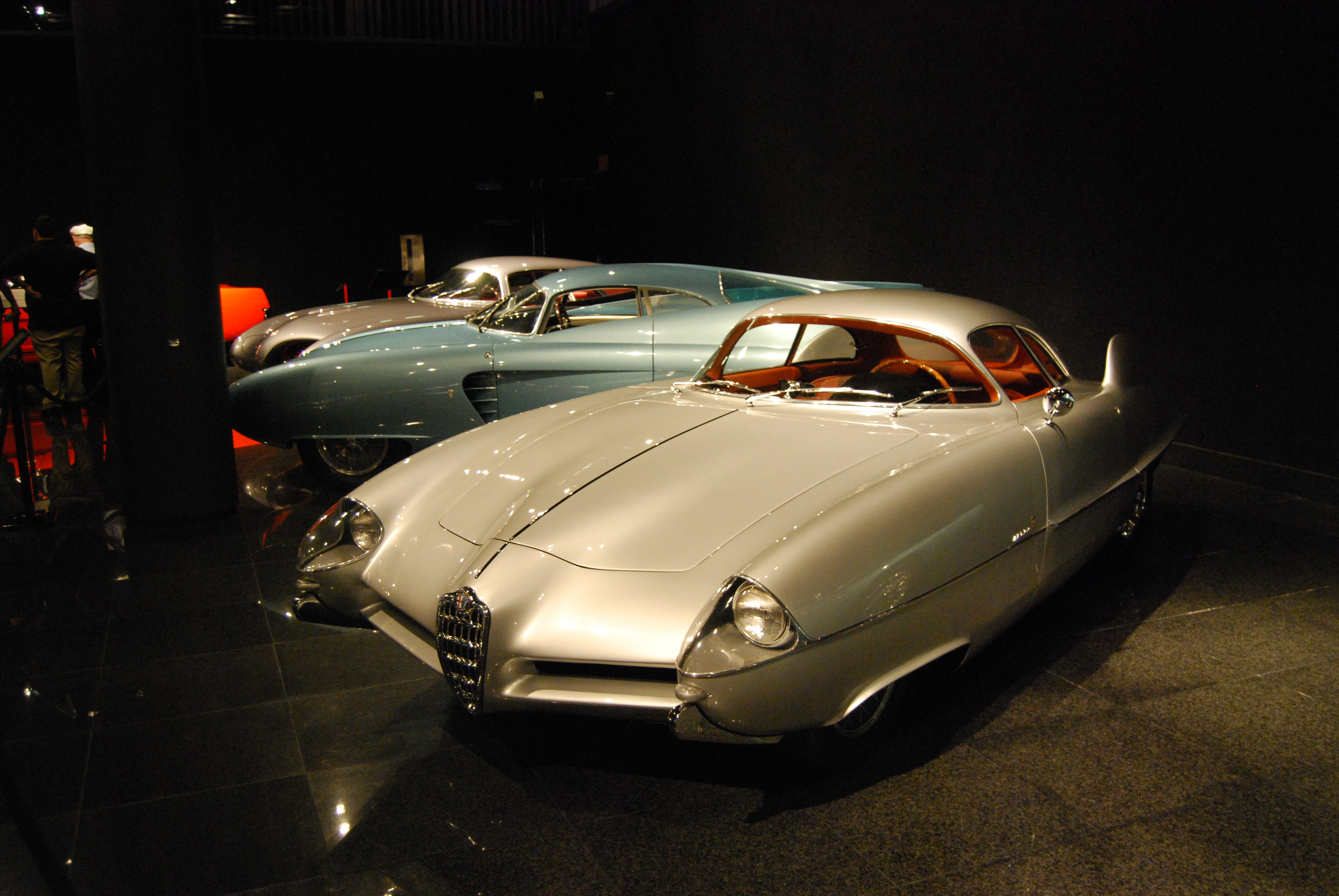
Alfa Romeo BAT 9 Bertone de 1955.
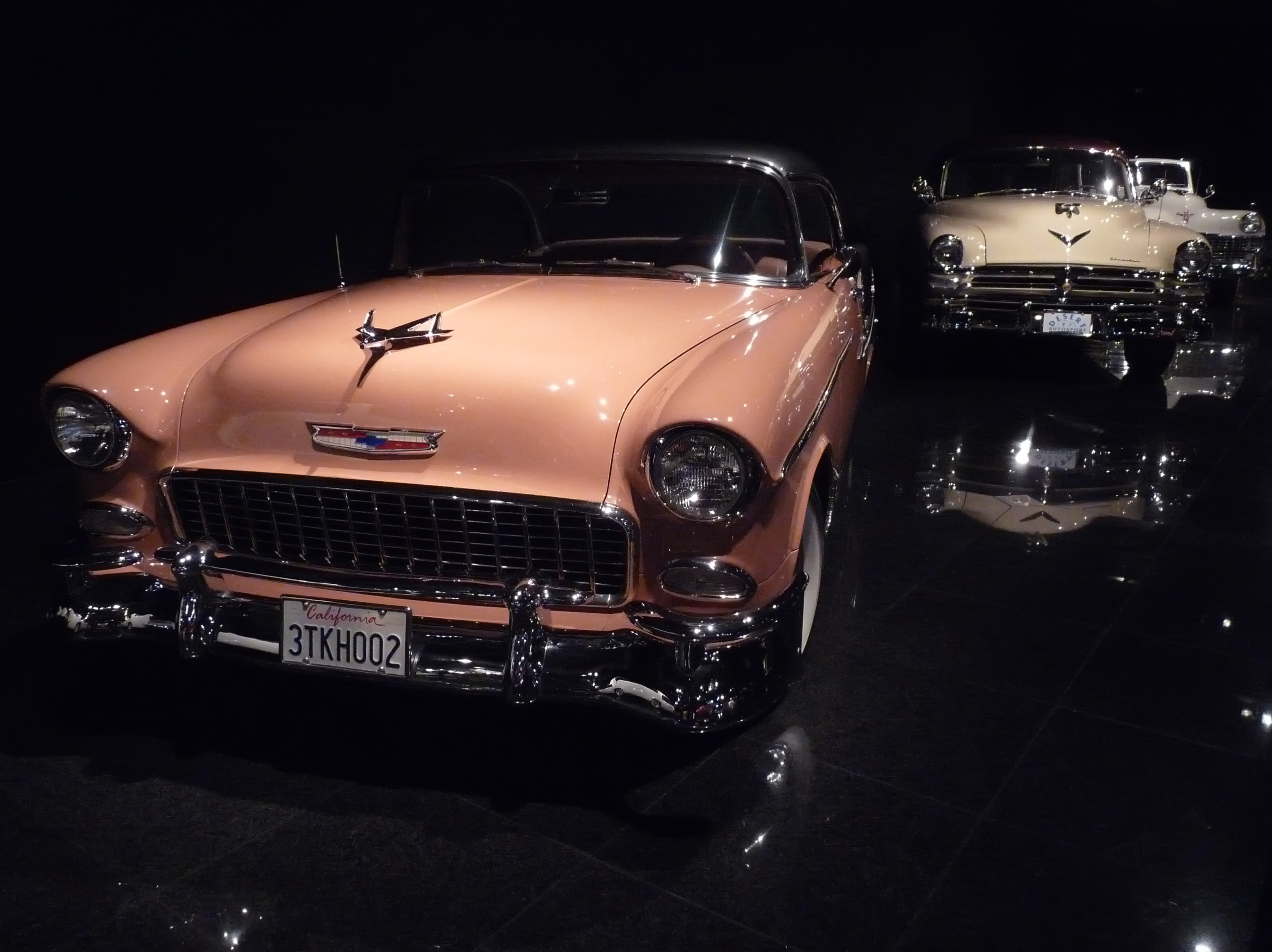
Chevrolet Bel Air de 1955.
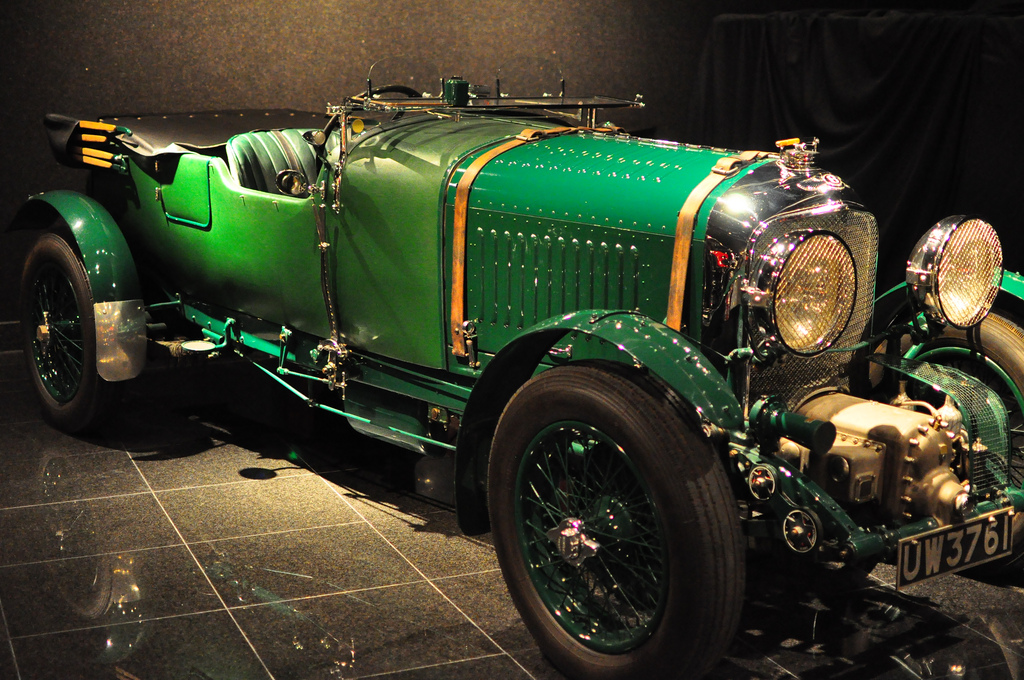
Bentley 4½ Litre Blower de 1929.
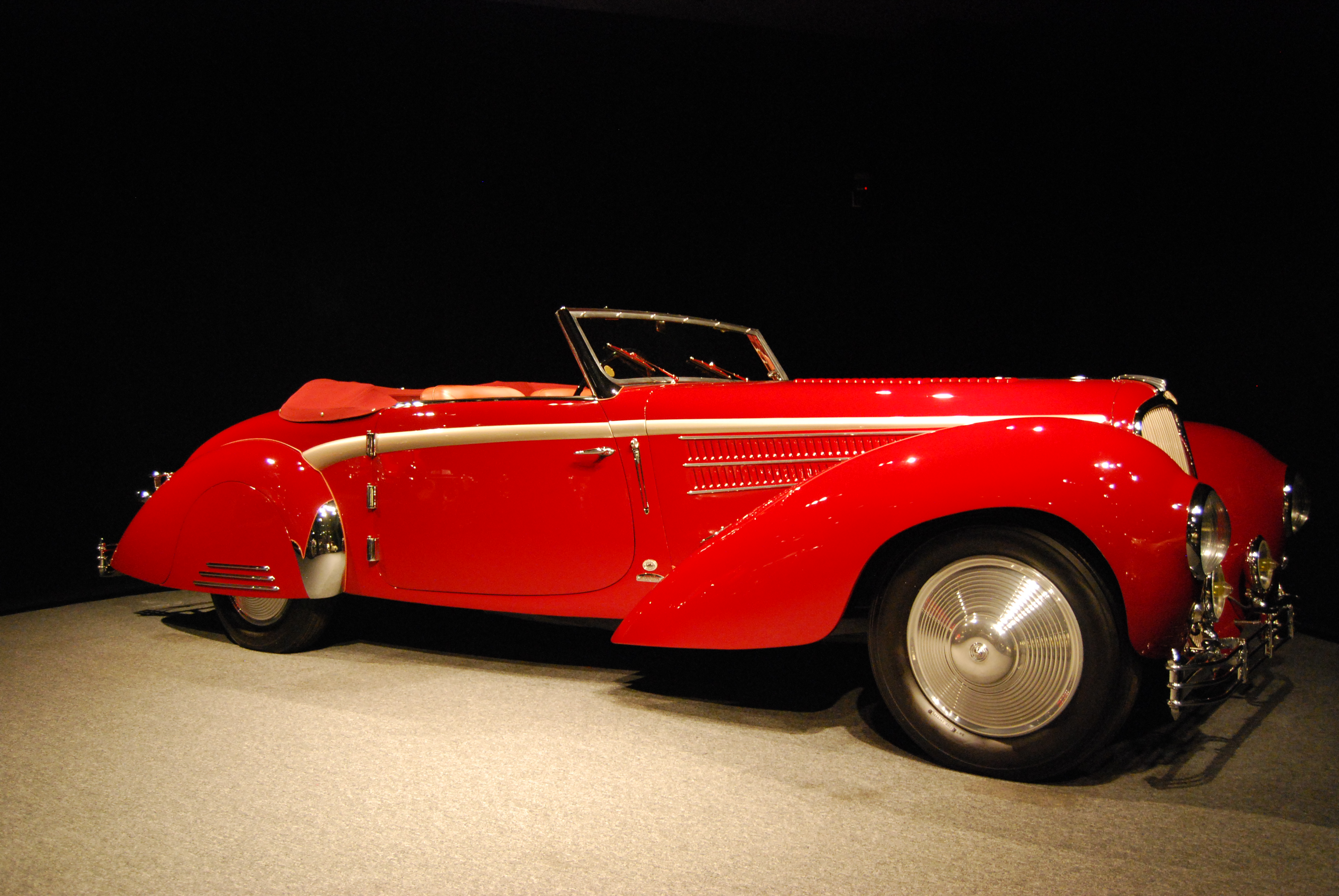
Delahaye Type 135 MS de 1947.
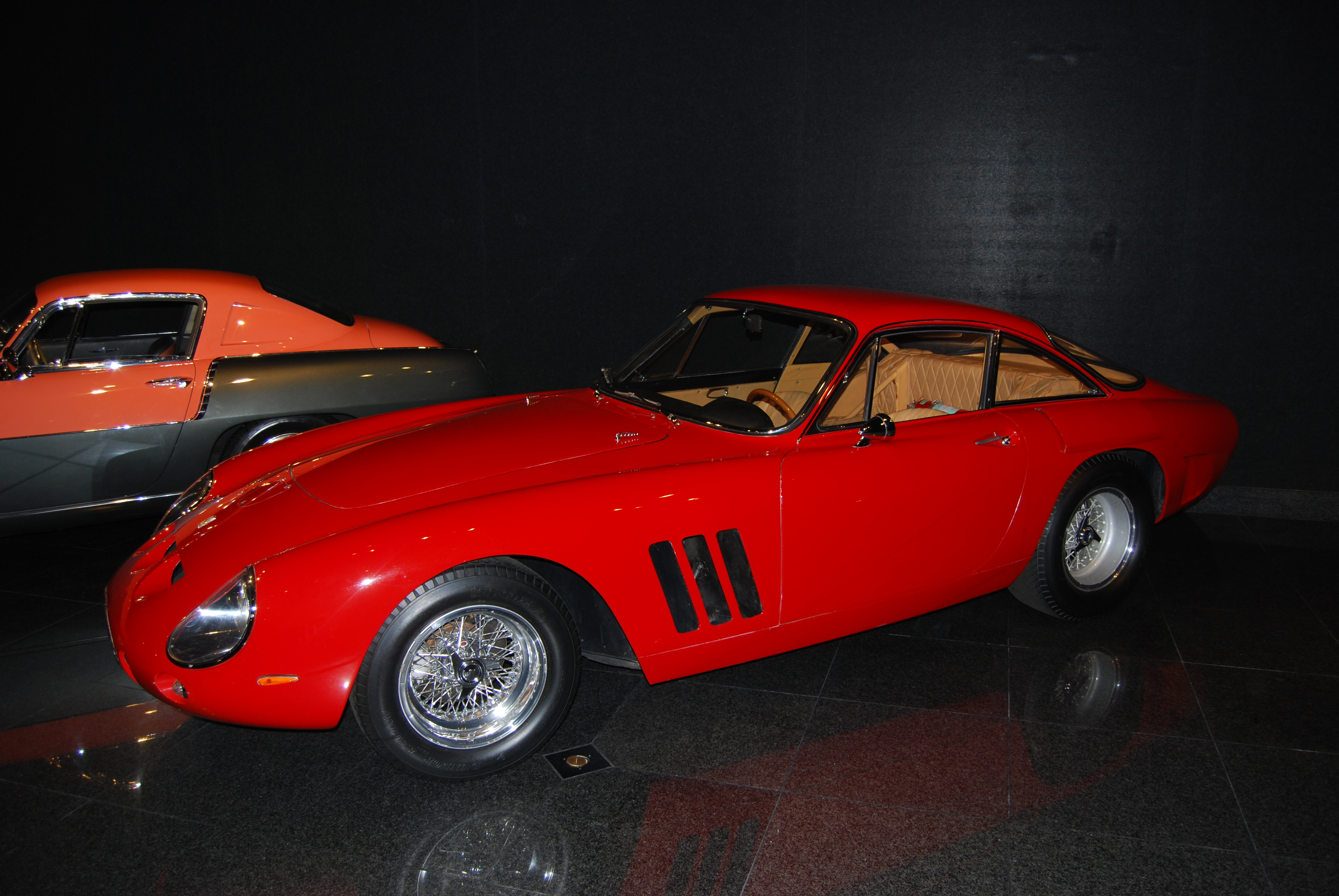
Ferrari 330 Le Mans de 1962.
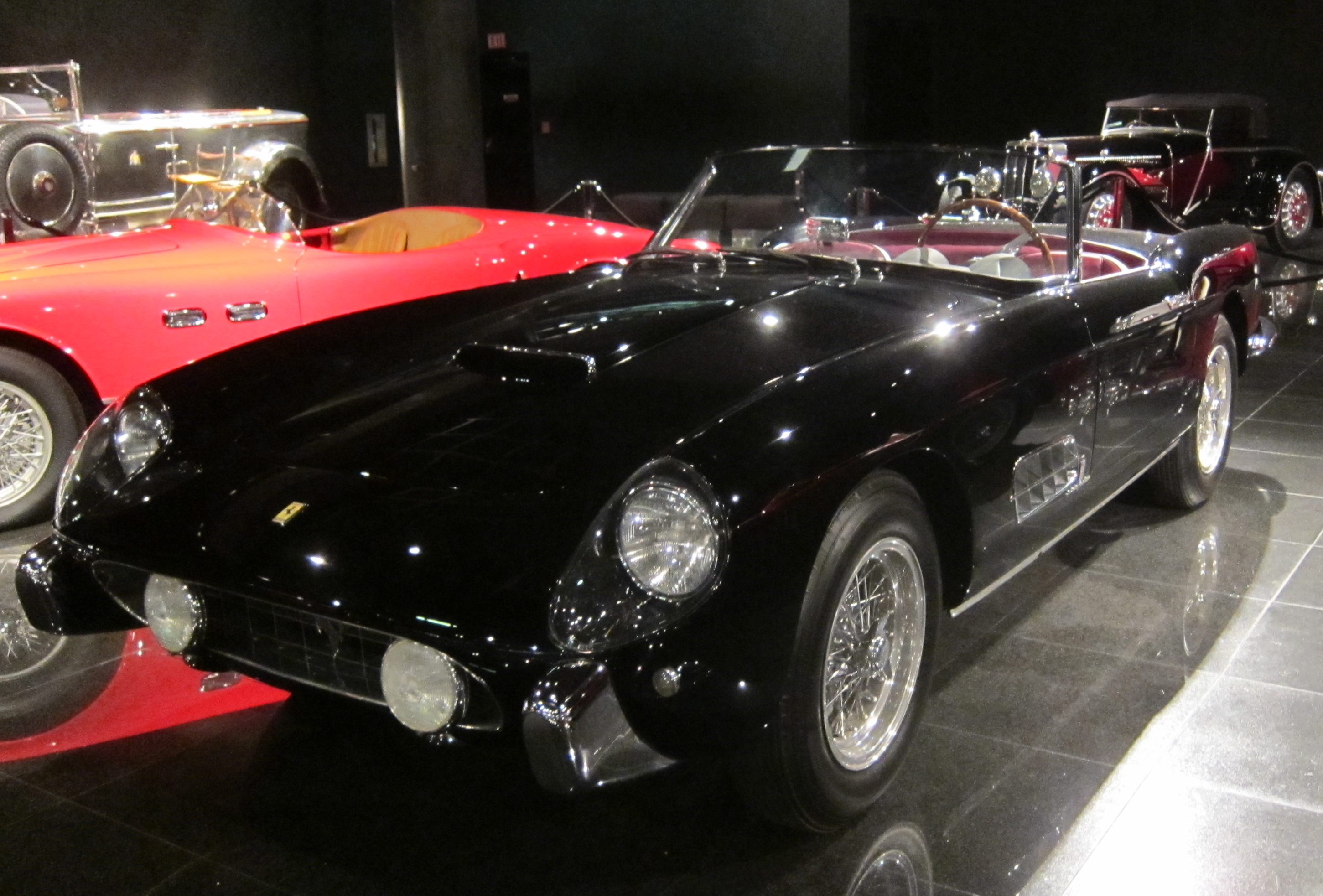
Ferrari 250 GT de 1958.
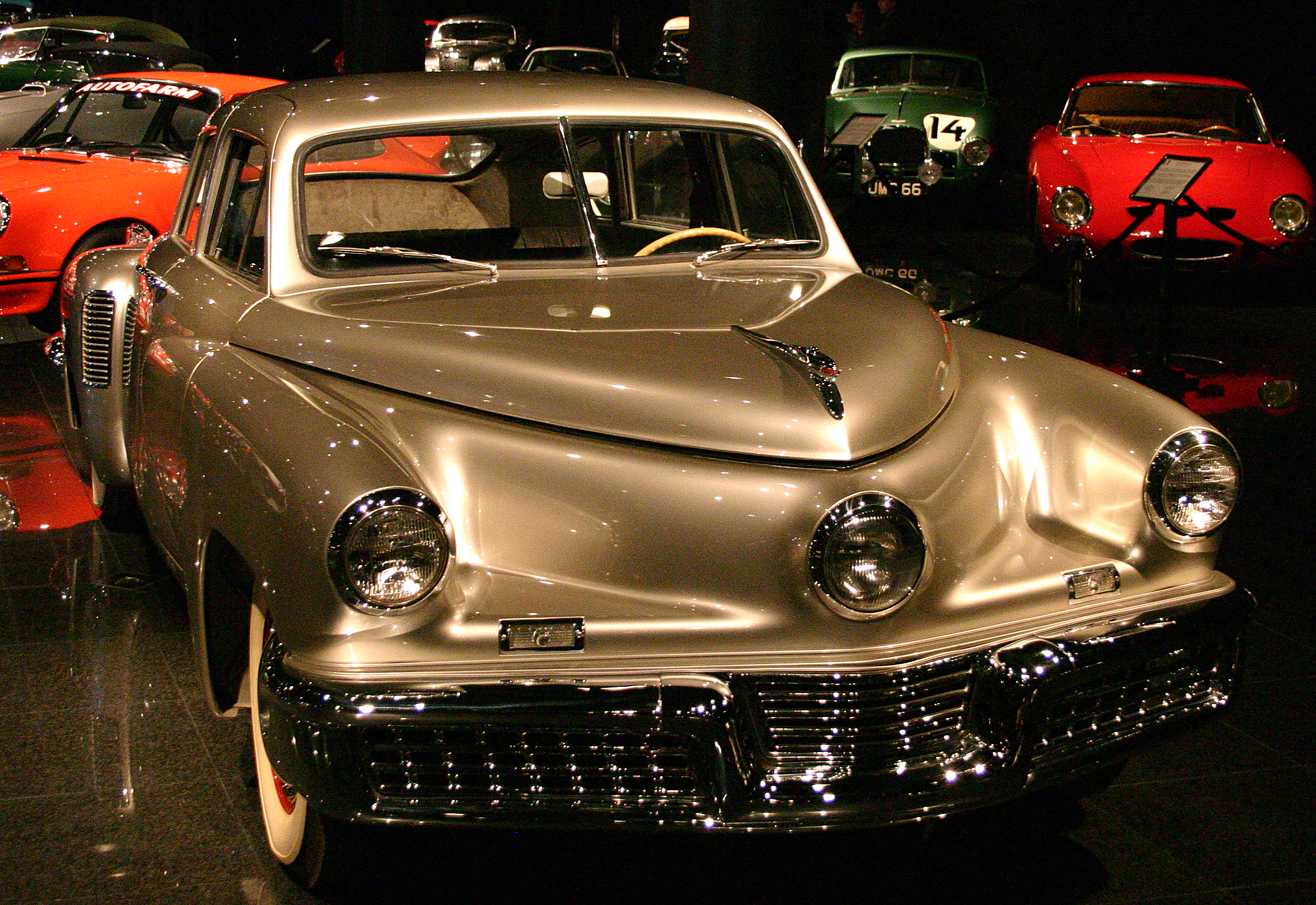
Tucker '48 de 1948.
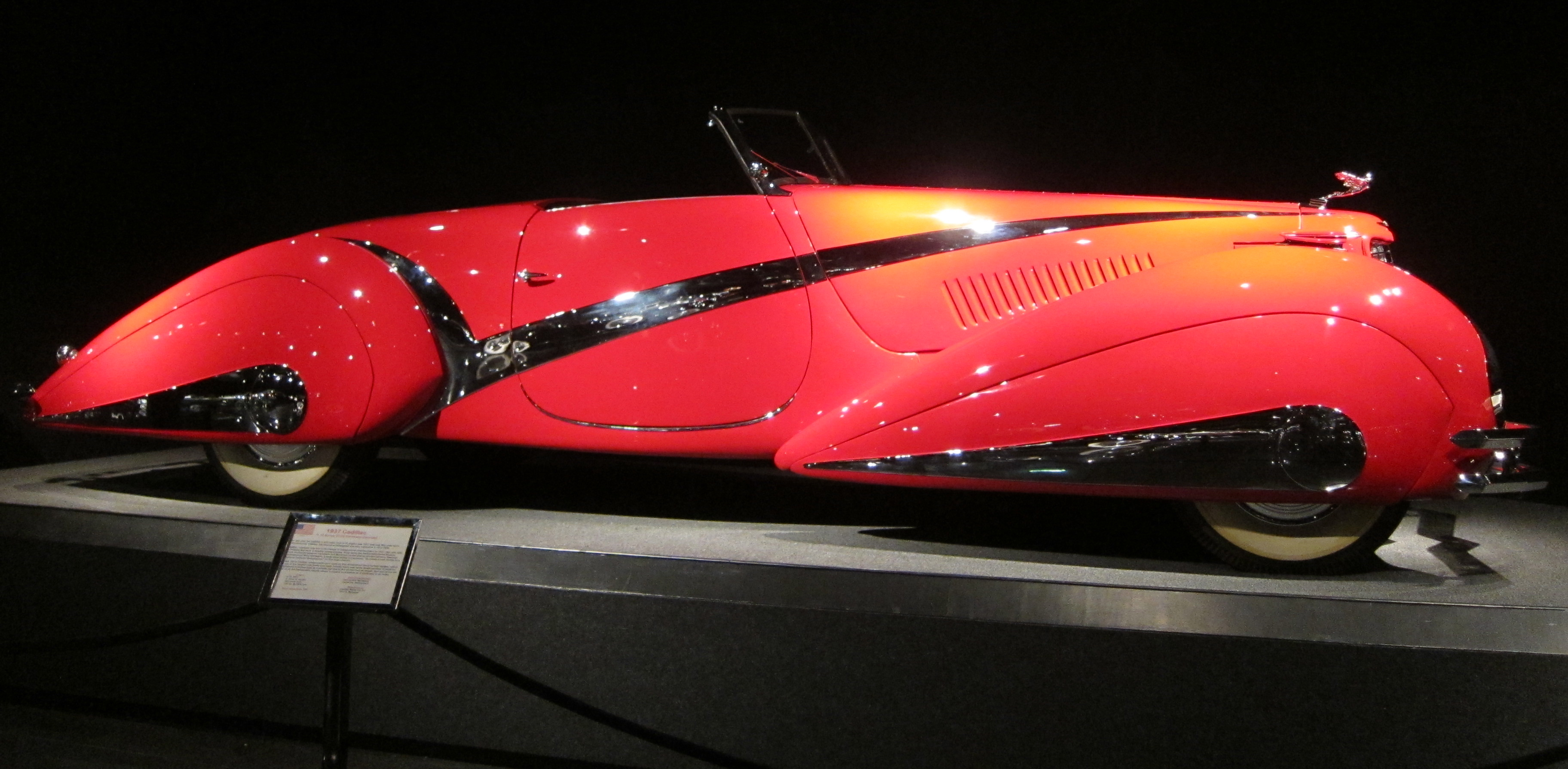
Cadillac V16 Hartmann Cabriolet de 1937.